# The Buccaneers (Fernsehserie, 2023)
The Buccaneers ist eine britische Fernsehserie mit Kristine Frøseth, Alisha Boe, Josie Totah, Aubri Ibrag, Imogen Waterhouse und Mia Threapleton. Das Drehbuch basiert auf dem gleichnamigen, unvollendeten letzten Roman von Edith Wharton, der auf Deutsch unter dem Titel Die Freibeuterinnen veröffentlicht wurde. Die Serie wird seit dem 8. November 2023 auf Apple TV+ gezeigt. Im Dezember 2023 wurde die Bestellung einer zweiten Staffel bekanntgegeben. Deren Veröffentlichung erfolgte wöchentlich ab dem 18. Juni 2025.

## Handlung
Im Zentrum der Handlung stehen die wohlhabenden amerikanischen Familien St. George, Closson und Elmsworth, die gegen Ende des 19. Jahrhunderts nach gesellschaftlichem Ansehen streben. Die Töchter dieser Familien sollen dafür mit Nachkommen des verarmten englischen Adels verheiratet werden und machen sich auf den Weg nach London.
Im Gegenzug zum Adelstitel für die Familien der Töchter durch die Vermählung erhalten die Aristokraten Geld von den wohlhabenden Amerikanern.

## Synchronisation
Die deutschsprachige Synchronisation übernahm die Iyuno Germany. Dialogregie führte Jana Kozewa, das Dialogbuch schrieb Otto Strecker.
| Rolle                       | Darsteller          | Synchronsprecher  |
| --------------------------- | ------------------- | ----------------- |
| Nan St. George              | Kristine Froseth    | Magdalena Höfner  |
| Conchitta Closson           | Alisha Boe          | Josephine Schmidt |
| Guy Thwarte                 | Matthew Broome      | Max Felder        |
| Graf Richard Marable        | Josh Dylan          | Patrick Baehr     |
| Graf James Seadown          | Barney Fishwick     | Roman Wolko       |
| Lizzy Elmsworth             | Aubri Ibrag         | Franziska Trunte  |
| Theo / Herzog von Tintagel  | Guy Remmers         | Amadeus Strobl    |
| Honoria Marable             | Mia Threapleton     |                   |
| Mabel Elmsworth             | Josie Totah         | Jodie Blank       |
| Jinny St. George            | Imogen Waterhouse   | Birte Baumgardt   |
| Patricia "Patti" St. George | Christina Hendricks |                   |
| Laura Testvalley            | Simone Kirby        |                   |

## Episodenliste

### Staffel 1
| Nr. (ges.) | Nr. (St.) | Deutscher Titel         | Originaltitel         | Erstausstrahlung GB | Deutschsprachige Erstausstrahlung (D) | Regie           | Drehbuch                            |
| ---------- | --------- | ----------------------- | --------------------- | ------------------- | ------------------------------------- | --------------- | ----------------------------------- |
| 1          | 1         | Amerikanisches Gift     | American Poison       | 8. Nov. 2023        | 8. Nov. 2023                          | Susanna White   | Katherine Jakeways                  |
| 2          | 2         | Frau oder Gattin        | Women Or Wives        | 8. Nov. 2023        | 8. Nov. 2023                          | Susanna White   | Katherine Jakeways                  |
| 3          | 3         | Die perfekte Duchess    | The Perfect Duchess   | 8. Nov. 2023        | 8. Nov. 2023                          | Richard Senior  | Katherine Jakeways                  |
| 4          | 4         | Heimkehr                | Homecoming            | 15. Nov. 2023       | 15. Nov. 2023                         | Richard Senior  | Catherine Shepherd                  |
| 5          | 5         | Ein misslungener Verrat | Failed Betrayal       | 22. Nov. 2023       | 22. Nov. 2023                         | Richard Senior  | Roanne Bardsley, Emma Jane Unsworth |
| 6          | 6         | Weihnachtszeit          | It’s Christmas        | 29. Nov. 2023       | 29. Nov. 2023                         | Charlotte Regan | Anna-Maria Ssemuyaba                |
| 7          | 7         | Erste Entscheidungen    | First Footing         | 6. Dez. 2023        | 6. Dez. 2023                          | Charlotte Regan | Roanne Bardsley                     |
| 8          | 8         | Die Heirat der Saison   | Wedding Of The Season | 13. Dez. 2023       | 13. Dez. 2023                         | Charlotte Regan | Katherine Jakeways                  |

### Staffel 2
| Nr. (ges.) | Nr. (St.) | Deutscher Titel              | Originaltitel                  | Erstausstrahlung GB | Deutschsprachige Erstausstrahlung (D) | Regie                              | Drehbuch           |
| ---------- | --------- | ---------------------------- | ------------------------------ | ------------------- | ------------------------------------- | ---------------------------------- | ------------------ |
| 9          | 1         | Nell                         | The Duchess of Tintagel        | 18. Juni 2025       | 18. Juni 2025                         | Rachel Leiterman, William McGregor | Katherine Jakeways |
| 10         | 2         | Der Heilige Gral             | Holy Grail                     | 25. Juni 2025       | 25. Juni 2025                         | Charlie Manton                     | Katherine Jakeways |
| 11         | 3         | Verlobung                    | Get Her Out                    | 2. Juli 2025        | 2. Juli 2025                          | Charlie Manton                     | Roanne Bardsley    |
| 12         | 4         | Ein Kind braucht eine Mutter | Ice Cream                      | 9. Juli 2025        | 9. Juli 2025                          | William McGregor                   | Georgia Christou   |
| 13         | 5         | Trennung                     | A Whole Love                   | 16. Juli 2025       | 16. Juli 2025                         | Rachel Leiterman                   | Ava Pickett        |
| 14         | 6         | Richard                      | Every Single Piece of My Heart | 23. Juli 2025       | 23. Juli 2025                         | Rachel Leiterman                   | Dana Fainaru       |
| 15         | 7         | Vor Gericht                  | All Rise                       | 30. Juli 2025       | 30. Juli 2025                         | John Hardwick                      | Alex Straker       |
| 16         | 8         | Maskenball                   | She Knows                      | 6. Aug. 2025        | 6. Aug. 2025                          | John Hardwick                      | Katherine Jakeways |

## Produktion und Hintergrund
Produziert wurde die Serie von The Forge Entertainment, als ausführende Produzenten fungierten George Faber, Katherine Jakeways und Susanna White.
Regie führten Susanna White, Charlotte Regan und Richard Senior. Die Kamera führten Oliver Curtis, Laura Bellingham und Matthew Wicks, die Montage verantworteten Mike Phillips, Chris Gill und Owen O’Sullivan. Das Set-Design gestaltete Amy Maguire und das Kostümdesign Giovanni Lipari und Kate Carin.
Die Dreharbeiten fanden unter anderem 2022 in Glasgow statt, wo Szenen, die im New York der 1890er-Jahre spielen, entstanden.
Der Soundtrack wurde von Stella Mozgawa von der Band Warpaint produziert und enthält unter anderem Songs von Taylor Swift, Maggie Rogers, Bikini Kill, Yeah Yeah Yeahs, Angel Olsen, Brandi Carlile sowie Originalmusik von Folick, Lucius, Alison Mosshart, Warpaint, Gracie Abrams, Sharon Van Etten, Bully, Danielle Ponder und den Komponisten der Serie Avawaves.
In der zweiten Staffel kam unter anderem Leighton Meester neu hinzu.

## Rezeption
Léo Solleder meinte auf filmtoast.de, dass Apple TV+ mit der Serie voll auf den Bridgerton-Hype setze. Das funktioniere zu großen Teilen, da die Serie hochwertig produziert wurde und der Cast durch die Bank weg überzeugen könne. Schaue man allerdings genauer hin, offenbarten sich große inhaltliche Defizite. Über diese könne man allerdings hinwegsehen, wenn das eigene Interesse eher der Inszenierung als der Handlung gilt. Fans von Historiendramen mit Hang zum Kitsch sollten definitiv nicht enttäuscht werden.
Matthias Halbig schrieb auf rnd.de, dass das Ganze modern erzählt sei, aber nicht übersteuert wirke. Gefallen würde das Ergebnis Fans von Bridgerton ebenso wie den nicht ganz konservativen Anhängern von Downton Abbey und The Gilded Age.
Simon Zimmermann vergab auf film-rezensionen.de fünf von zehn Punkten. Positiv seien die vielen malerischen Locations und die merkbare Spielfreude im Ensemble. Neben einigen guten Momenten funktionierten viele Konflikte aber nur halb, seien etwas zu vorhersehbar gestaltet und nach drei, vier Folgen merke man Längen. Insgesamt sei die Produktion ein solides Kostümdrama.
Anna Rinderspacher befand im GQ-Magazin, dass sich die Serie wie eine Kreuzung aus Bridgerton und Emily in Paris präsentiere und viel Spaß mache. Die melodramatischen Beziehungen, die beherzten Darstellungen der Nachwuchs-Besetzung, die schönen Kostüme und traumhaften Aufnahme von der Küste Cornwalls machten diese zur besten Medizin gegen den drohenden Winter-Blues.

## Auszeichnungen und Nominierungen
GLAAD Media Award 2024
- Nominierung in der Kategorie Outstanding New Series[17][18]